# 10348 Poelchau
10348 Poelchau eller 1992 HL4 är en asteroid i huvudbältet som upptäcktes den 29 april 1992 av den tyske astronomen Freimut Börngen vid Tautenburg-observatoriet. Den är uppkallad efter Harald Poelchau.
Asteroiden har en diameter på ungefär 5 kilometer.